# Colm Tóibín
Colm Tóibín [ˈkɔl̪ˠəmˠ t̪ˠoːˈbʲiːnʲ] [kholm tou-bín] (30. května 1955, Enniscorthy, Irsko) je irský spisovatel, esejista, novinář, kritik a básník.

## Život a dílo
Navštěvoval školu ve Wexfordu v jihovýchodním Irsku a roku 1975 získal titul bakaláře na University College v Dublinu. Odstěhoval se do španělské Barcelony, odkud čerpal látku pro svůj první román Jih (The South) i pro pozdější Poctu Barceloně (Homage to Barcelona, 1990). Roku 1978 se vrátil do Irska a po nedokončeném studiu pracoval do roku 1985 jako novinář.
Kromě již uvedených napsal řadu románů (1992 The Heather Blazing; 1996 The Story of the Night; 1999 The Blackwater Lightship; 2004 Mistr o životě spisovatele Henry Jamese), povídek, esejů a cestopisů. Roku 2004 byla v Dublinu poprvé uvedena jeho divadelní hra Beauty in a Broken Place.
Přednášel na Stanfordově univerzitě, na Texaské univerzitě v Austinu a na řadě dalších. Získal několik literárních ocenění a třikrát byl nominován na Man Bookerovu cenu.
V roce 1994 byl hostem Pražského festivalu spisovatelů.

### Beletrie
- 1990 - The South (Jih)
- 1992 - The Heather Blazing
- 1996 - The Story of the Night
- 1999 - The Blackwater Lightship
- 2004 - The Master (Mistr)
- 2006 - Mothers and Sons (Matky a synové)
- 2009 - Brooklyn (Brooklyn)
- 2010 - The Empty Family
- 2012 - The Testament of Mary
- 2014 - Nora Webster

### Česky vyšlo
- 2010 - Brooklyn (Brooklyn), přel. Daniela Theinová, Mladá fronta, Praha, 2010
- 2013 - Mistr (The Master) přel. Daniela Theinová, Mladá fronta, Praha, 2013
- 2015 - Mariina závěť (The Testament of Mary) přel. Richard Podaný, Mladá fronta, Praha, 2015

### Slovensky vyšlo
- 2011 - Prázdno rodiny (The Empty Family) Artforum, Bratislava, 2011